# Il sogno dell'angelo
Il sogno dell'angelo è stato un talk show andato in onda su LA7 per una stagione televisiva a partire dal settembre 2002, in seconda serata. A condurlo l'attrice Catherine Spaak, anche ideatrice e coautrice.

## La trasmissione
Il programma prevedeva interviste in studio a ospiti diversi sui temi della spiritualità e del paranormale, ma anche dell'eros. Presenza fissa, l'astrologa e scrittrice Susanna Schimperna, nelle vesti di esperta dell'interpretazione dei sogni. La scenografia era costituita da finte dune di sabbia, su cui la Spaak e la Schimperna si muovevano a piedi nudi; durante la puntata facevano il proprio ingresso due figuranti, un ragazzo e una ragazza dai capelli biondi, con costumi da angelo, accompagnati dalle note di un'arpa.